# Elven
Elven en idioma francés y oficialmente, An Elven en bretón,  es una localidad y comuna francesa en la región administrativa de Bretaña, en el departamento de Morbihan. 

## Demografía
| 2747 | 2862 | 2928 | 3003 | 3312 | 3559 |
| Para los censos de 1962 a 1999 la población legal corresponde a la población sin duplicidades (Fuente: INSEE [Consultar]) |      |      |      |      |      |

## Lugares de interés
- Castillo de Largoët
- Castillo de Trédion
- Iglesia Saint-Alban, románica, consagrada a Alban de Verulamium, patrón de Elven. Fue quemada por los normandos y reconstruida posteriormente en el siglo XII

## Personalidades
Catherine Descartes (1637-1706), poetisa y nieta del filósofo René Descartes.

## Ciudades hermanadas
- Lüdingworth, en Alemania.